# Enfance
Pour un article plus général, voir Enfant.

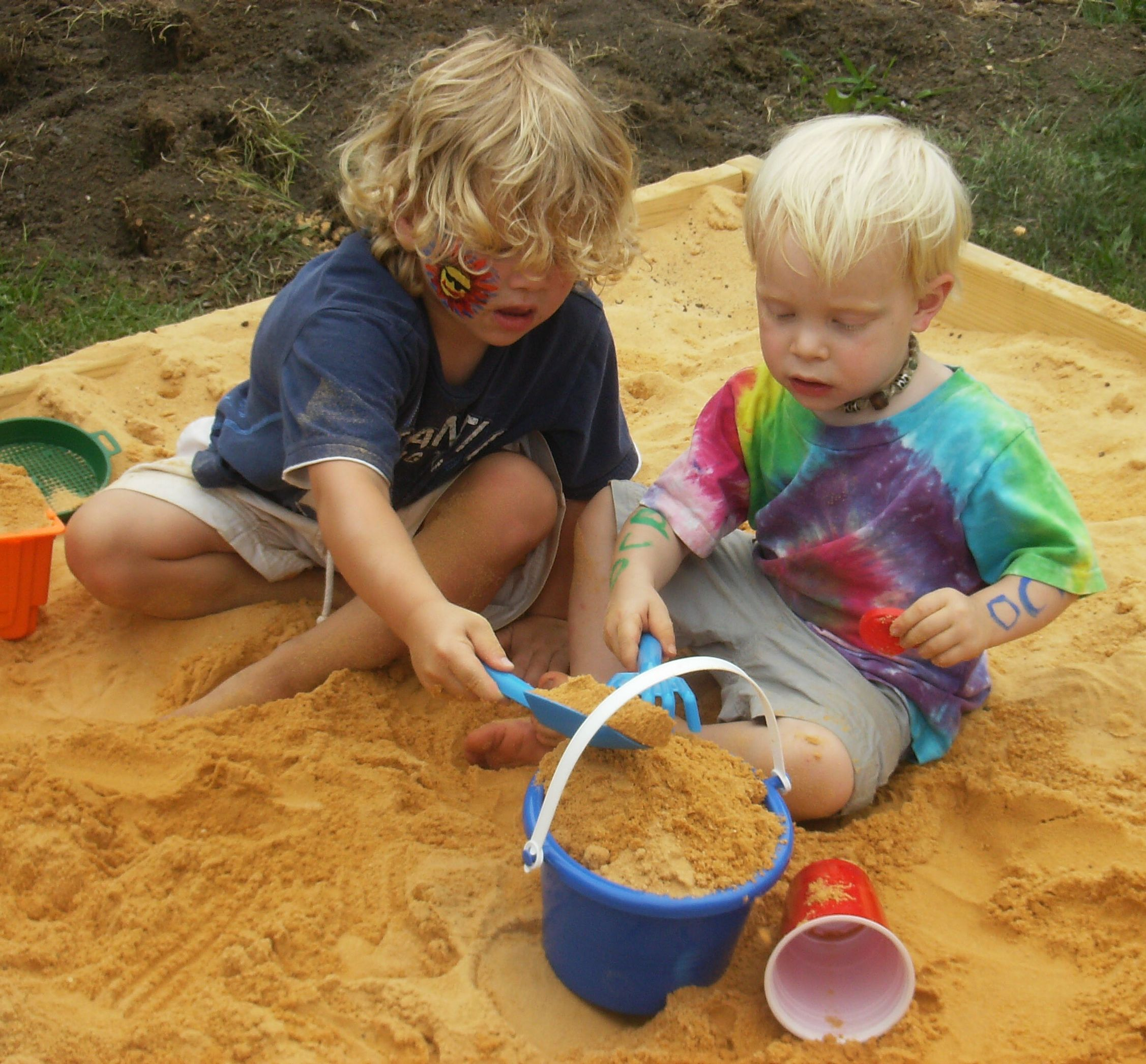
Des enfants jouant dans un bac à sable.

L'enfance est une phase du développement humain physique et mental qui se situe entre la naissance et l'adolescence.
En matière de droit, l'organisation mondiale de la santé définit l'enfance comme la période de la vie humaine allant de la naissance à 18 ans, y incluant ainsi la période de l'adolescence en grande partie.

## Définition
Selon le CNRTL, le mot « enfance » définit les « premières années de la vie d'un être humain jusqu'à l'adolescence » et désigne par métonymie, « les enfants pris dans leur ensemble, en tant qu'état de la vie ».

## Histoire de l'enfance
L'enfance est un des âges de la vie décrits, présentés et définis depuis la Haute Antiquité. Ceux-ci sont présents dans la littérature médiévale mais ils varient beaucoup, de trois à douze étapes, ce nombre allant en diminuant à la fin du Moyen Âge. Les premiers âges de la vie distinguent alors :
- infantia : les sept premières années de la vie[3] ;
- pueritia : de sept à douze ans pour les filles, de sept à quatorze ans pour les garçons[3] ;
- adolescentia : le jeune de quatorze à vingt-et-un ans ou au milieu de la vingtaine[3] ;
- iuventus : du milieu de la vingtaine vers cinquante ans[3].

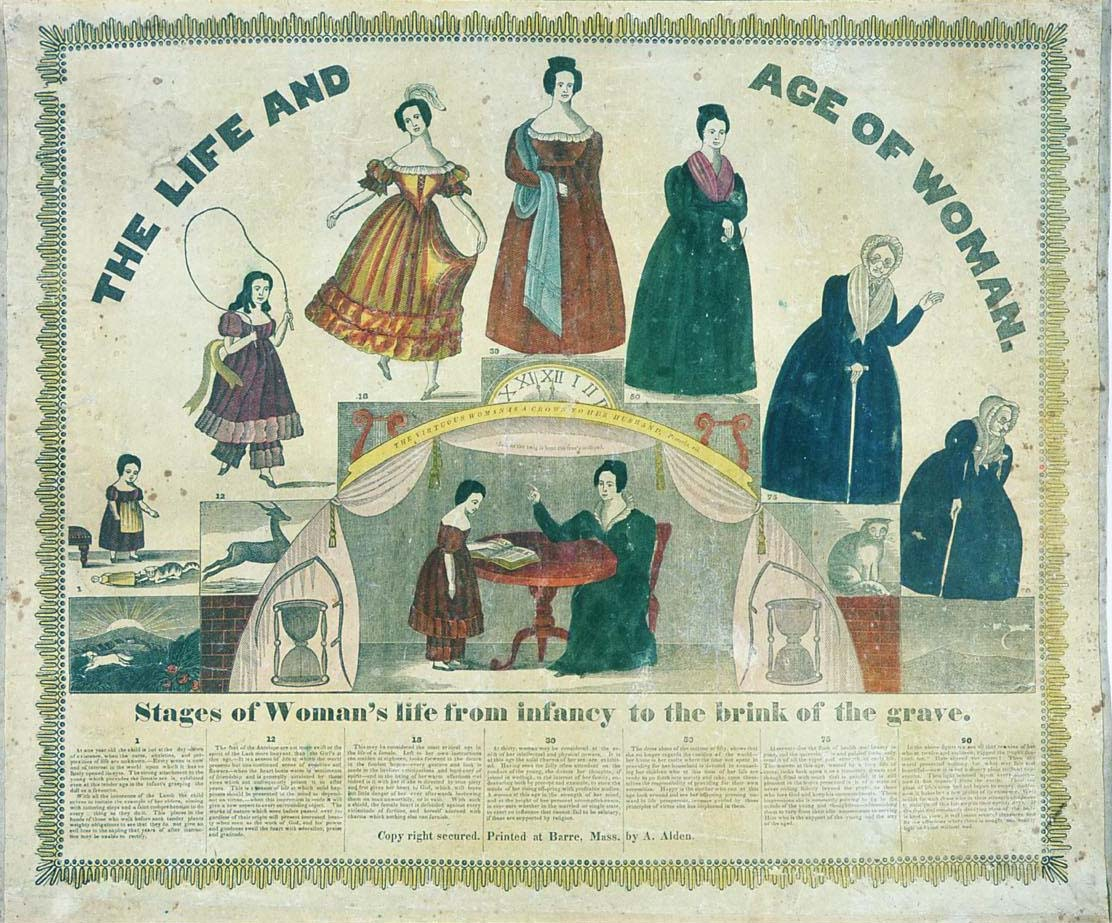
Illustration de 1840 : les différents âges d'une femme

En 1643, l'Iconologie de Cesare Ripa, dans la traduction de Jean Baudoin, récapitule ces classements des différents auteurs et distingue sept âges, pouvant se répartir entre les quatre précédents :
- l'enfance, associée à la Lune, qui dure selon les auteurs jusqu'à la quatrième ou la septième année ;
- la puérilité, gouvernée par Mercure, âge auquel les enfants commencent à apprendre ;
- l'adolescence, dominé par Vénus, dure huit ans ;
- la jeunesse, dirigée par le Soleil, dure dix-neuf ans ;
- la virilité, sous l'empire de Mars, est la période où l'homme agit le plus glorieusement, pendant une quinzaine d'années ;
- la vieillesse, associée à Jupiter, est l'âge où l'homme vit en paix et se repent des fautes passées, pendant douze ans ;
- enfin l'âge décrépit est dominé par Saturne, qui accable l'homme d'ennuis et de maladies jusqu'à la mort.

Les auteurs et savants du Moyen Âge tardif distinguent trois périodes de la vie de l'enfant. De la naissance à deux ans, époque du sevrage et de la poussée dentaire, l'enfant est celui « qui ne peut pas parler » (qui non fari potest) comme le veut l'étymologie (infans étant composé du préfixe privatif in, et de fans, participe présent de fari), c'est la prime enfance, l'âge infirme ou l'âge tendre. La période de deux ans à sept ans correspond à la deuxième enfance au cours de laquelle le petit apprend à parler, à manger, à marcher. Celle de sept ans à douze ans correspond à la troisième enfance ou l'âge de la pueritia (le jeune garçon commence à se distinguer de la petite fille, il apprend ses lettres et ses prières). C'est l'âge de raison ou l'âge de discrétion, c'est-à-dire la capacité de faire des choix. Vers douze ans, l'enfant entre dans l'adolescence, période qui correspond à la puberté et à la majorité sexuelle. Le jeune homme est un jeune adulte qui est responsable de ses actes et peut, selon le droit canonique, se marier à quatorze ans, deux ans après la jeune fille. L'enfance proprement dit dure jusqu'à 7 ans, la jeunesse jusqu'à 14 ans et l'adolescence jusqu'à 28 ans (l'adolescent, tant qu'il n'a terminé son apprentissage professionnel qui peut être long, reste dans la catégorie des « jeunes »).

## Aspect physiologique et médical
Les aspects liés au développement physique, à la santé, y compris la santé mentale sont présentés dans l'article consacré à l'enfant. Cette période de la vie se découpe cependant en plusieurs phases, dont trois périodes notables :

### Nourrisson

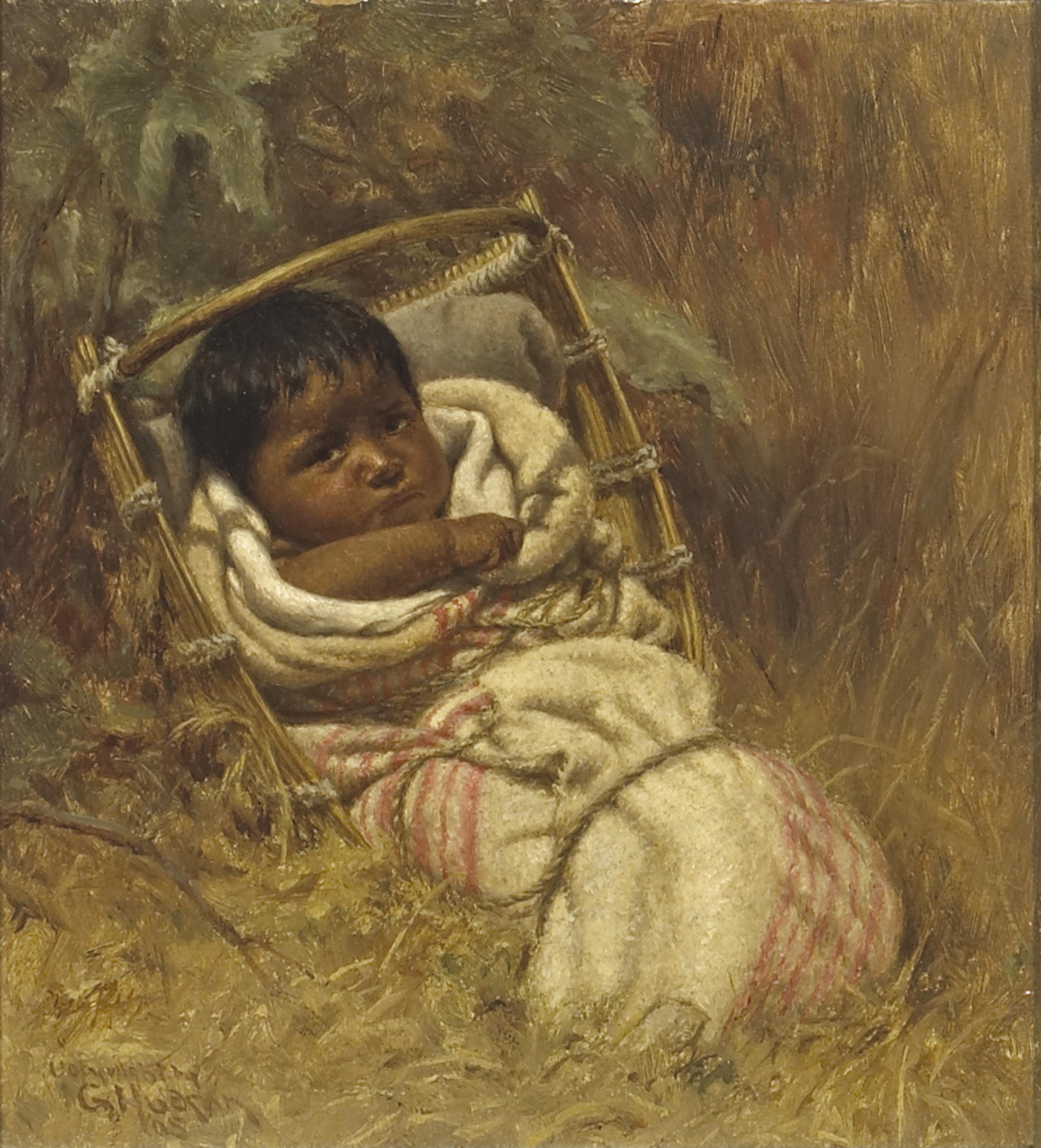
Nourrisson

Il s'agit d'un enfant en bas âge, souvent désigné de façon familière, sous le terme de « bébé » et qui définit un enfant qui n'a pas encore été sevré du lait maternel ou au lait infantile.

### Petite enfance

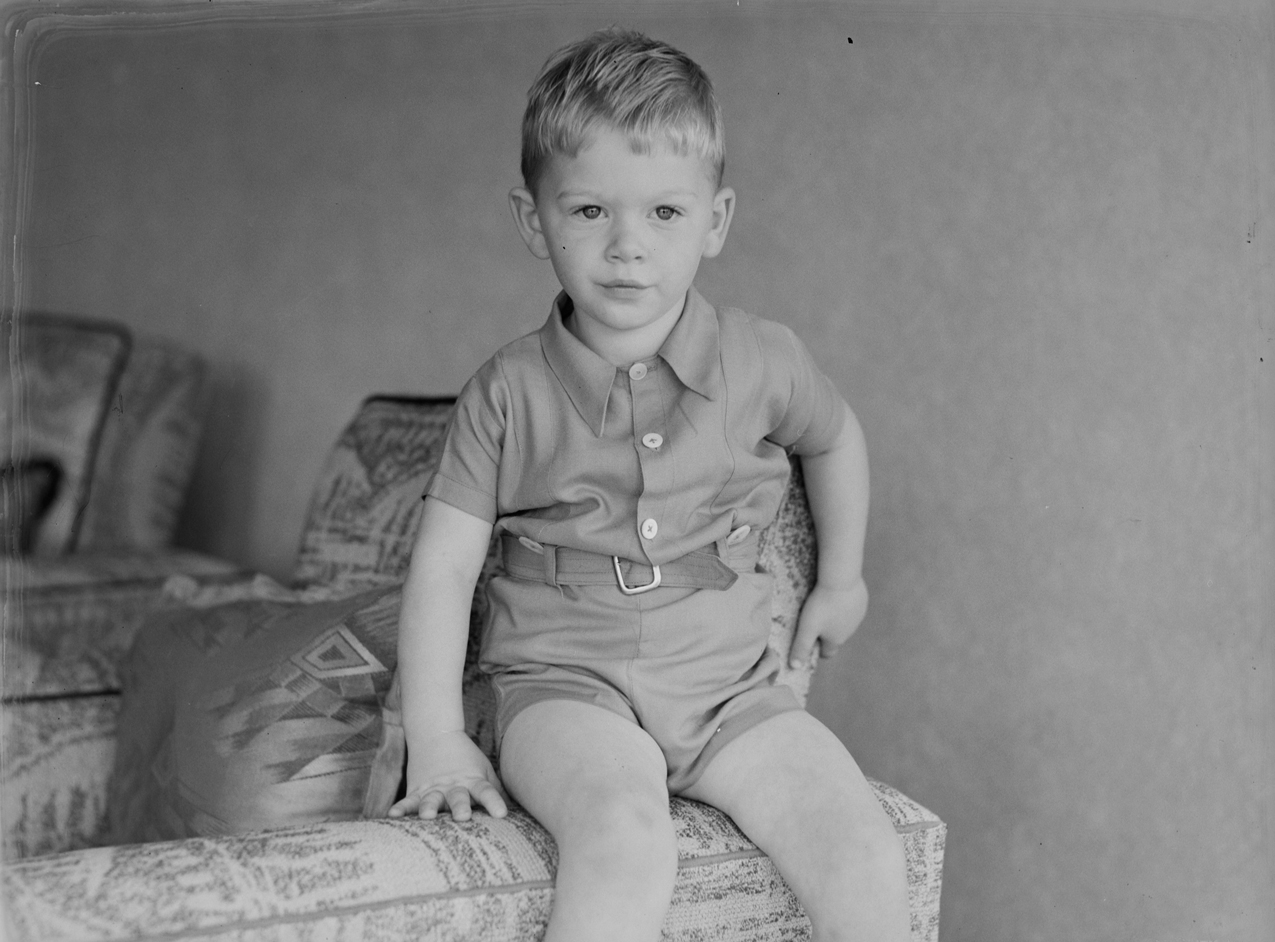
Jeune enfant

Il s'agit d'un terme généralement utilisé en pédiatrie pour désigner un enfant de sa naissance à un âge allant de 3 à 6 ans.

### Adolescence

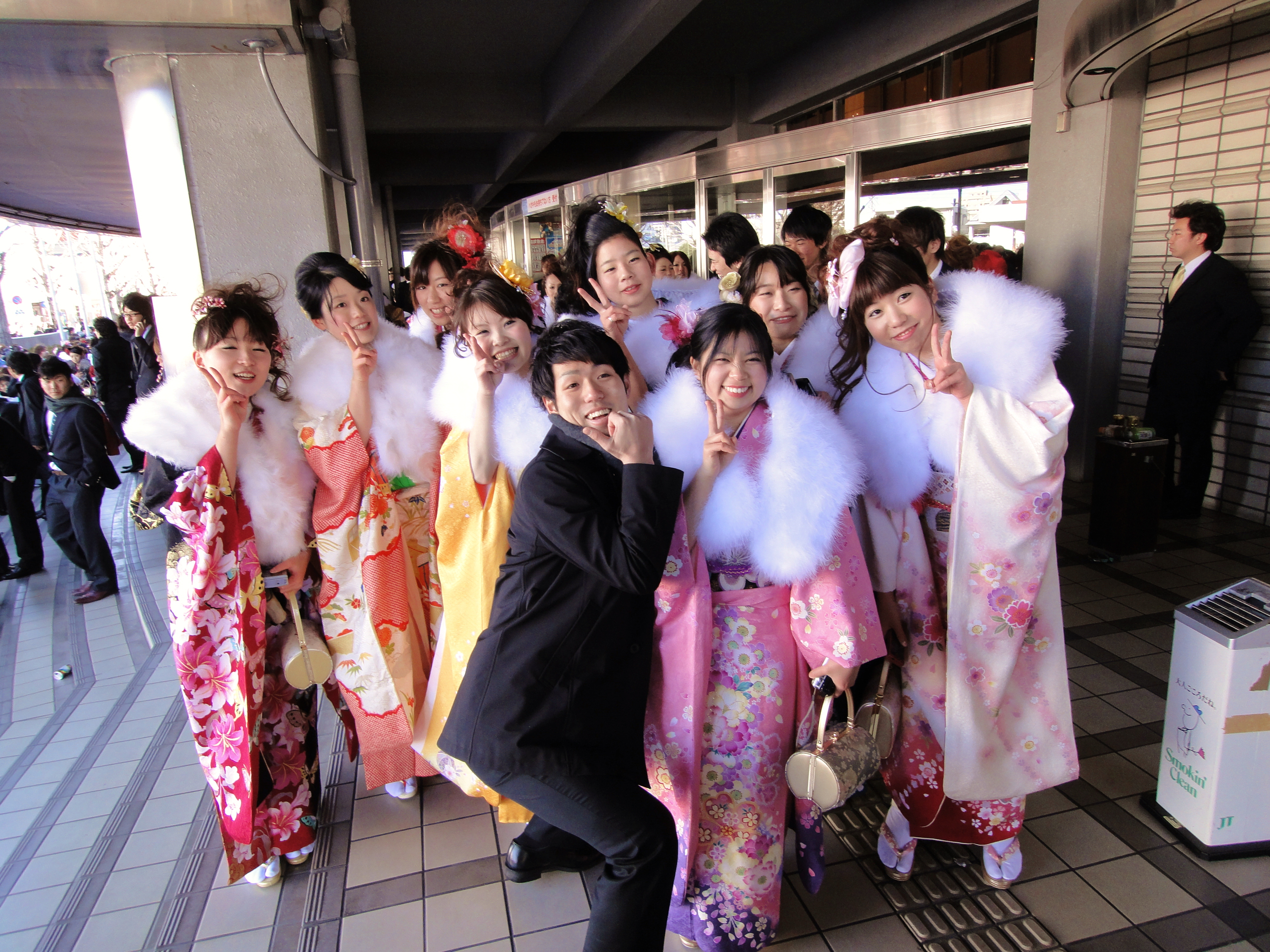
Adolescents

Il s'agit de la période qui suit immédiatement l'enfance, tout en s'y confondant partiellement : la Convention des droits de l'enfant des Nations unies définit l'enfance comme la période allant de la naissance à 18 ans et l'adolescence comme la période allant de 10 à 19 ans. De son côté, l'organisation mondiale de la santé définit l'adolescence comme la tranche d'âge des dix à dix-neuf ans inclus,.

## Sociologie de l'enfance
Dans une approche sociologique, l'enfance est considérée comme une période spécifique de la vie communément définit « comme la période qui débute à la naissance et qui s’achève à la puberté ou à la fin de la scolarité élémentaire, [...] auquel sont attribués des comportements, des qualités et des besoins propres, différents de ceux des adultes ». Pour autant, l'enfance « ne constitue pas [...] une expérience homogène, commune à tous les membres d’une même classe d’âge ». Mais la définition sociale de l'enfance varie en fonction du temps et des aires géographiques. Cette variation s'explique notamment parce que l'enfance, en tant que classe d'âge, se définit aussi relativement à d'autre classe d'âge, en particulier celle de l'âge adulte, mais aussi celle de l'adolescence,. 
En résumé, avant le XIXe siècle, dans les sociétés occidentales, « les activités des enfants se confondent [...] largement avec celles de leurs aînés », puis progressivement se construit « une séparation matérielle et symbolique de plus en plus marquée entre l’enfance et les autres âges de la vie ». Par exemple, « jusqu’à la fin du XIXe siècle, la plupart des enfants travaillent dès l’âge de six ou sept ans, à la ferme ou dans l’atelier familial, puis dans les usines de la révolution industrielle ». Une caractéristique de l'enfance des sociétés occidentales contemporaine est la dispense du travail.